# ایالت چو
چو (به چینی: 楚)؛ یک ایالت خراجگزار دودمان ژو در چین باستان بود. نخستین فرمانروای آن‌ها پادشاه وو چو در آغاز سده هشتم پیش از میلاد بود. چو در جنوب سرزمین تصلی ژو قرار داشت و در طول دوره بهار و پاییز دوام آورد. در پایان دوره ایالت‌های جنگ‌طلب، در سال ۲۲۳ پ. م طی جنگ‌های یکپارچگی چین توسط چین نابود شد.
چو که با نام‌های جینگ (荆) و جینگچو (荆楚) نیز شناخته می‌شود، بیشتر استان‌های امروزی هوبئی و هونان، همراه با بخش‌هایی از چونگ‌کینگ، گوئیژو، هنان، آنهوئی، جیانگشی، جیانگ‌سو، ججیانگ و شانگهای را شامل می‌شد. برای بیش از ۴۰۰ سال، دانیانگ در محل تلاقی رودخانه‌های دان و شی و در نزدیکی شهرستان شیچوان امروزی پایتخت چو بود، ولی بعدها پایتخت به یینگ منتقل شد. خاندان چو در ابتدا نام طایفه‌ای نای (嬭) را داشتند که بعدها می (芈) نوشته شد. آنها همچنین نام نسب یان (酓) را داشتند که بعداً شیونگ (熊) نوشته شد.

## تاریخچه

### بنیانگذاری
در اساطیر چینی، طبق افسانه‌هایی که در سوابق مورخ بزرگ نوشته سیما چیان آمده است، خاندان حاکم چو از نسل امپراتور زرد و نوه و جانشین او ژوانشو هستند. ووهویی (吳回) نوه ژوانشو توسط امپراتور کو مسئول آتش شد و لقب ژو رونگ را به او داد. پسر ووهویی، لوژونگ (陸終) شش پسر داشت که همگی با سزارین زاده شدند. جوان‌ترین آن‌ها، جیلیان، نام خانوادگی می را برگزید. نواده جیلیان، یوشیونگ، آموزگار پادشاه ون ژو (۱۰۹۹–۱۰۵۰ پ. م) بود. پس از اینکه ژو، دودمان شانگ را سرنگون کرد، پادشاه چنگ (۱۰۴۲–۱۰۲۱ پ. م) به پسر نوه یوشیونگ، شیونگ یی، سرزمینی برای حکمرانی در چو و لقب مووروثی 子 (به معنای نایب‌فرمانروا) اهدا نمود. سپس نخستین پایتخت چو در نانیانگ (شیچوان کنونی در هنان) تأسیس شد.

### ژو باختری
در سال ۹۷۷ پ. م، قایق پادشاه ژائو ژو در حین لشکرکشی علیه چو غرق شد و او در رودخانه هان غرق شد. پس از این مرگ، ژو دیگر گسترش خود را به سمت جنوب متوقف کرد و به قبایل جنوبی و چو اجازه داد تا خیلی زودتر از ایالت‌های شمال، خودمختاری خود را گسترش دهند. نایب‌فرمانروای چو شیونگ چو، ایالت ای را در ۸۶۳ پ. م سرنگون کرد و متعاقباً پایتخت آن ایژو را به یکی از پایتخت‌های خود تبدیل کرد. در سال ۷۰۳ یا ۷۰۶ پ. م، شیونگ تونگ فرمانروای چو شد.

### دوره بهار و پاییز
در زمان سلطنت پادشاه ژوآنگ، چو به اوج قدرت خود رسید و فرمانروای آن یکی از پنج فرمانروای فرادست دوران به حساب می‌آمد. پس از تعدادی نبرد با ایالت‌های همسایه، بین سال‌های ۶۹۵ تا ۶۸۹ پ. م، پایتخت چو از دانیانگ به یینگ در جنوب شرقی منتقل شد. چو ابتدا قدرت خود را با ضمیمه کردن سایر ایالت‌ها در منطقه اصلی خود (هوبئی کنونی) تثبیت کرد، سپس به سمت شمال به سمت دشت شمال چین گسترش یافت. در تابستان ۶۴۸ پ. م، ایالت هوآنگ به ایالت چو ضمیمه شد.

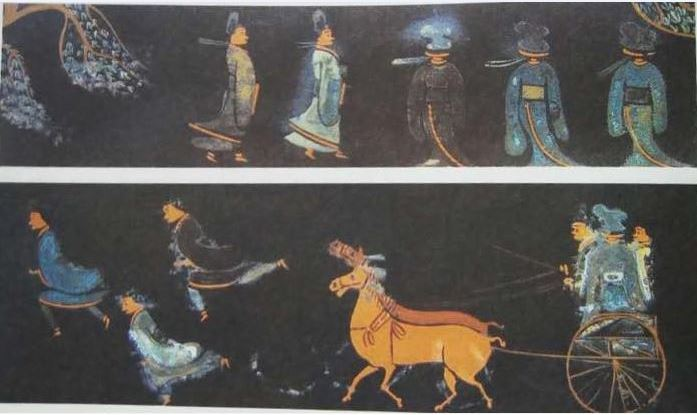
نقاشی لاکی از مقبره جینگمن (به چینی: 荊門楚墓؛ پین‌یین: Jīngmén chǔ mù) ایالت چو (۷۰۴–۲۲۳ پ. م)، که مردانی را با پیش‌مایه‌های هانفو (یعنی لباس‌های ابریشمی سنتی) و سوار بر ارابه دو نفره نشان می‌دهد.

تهدید چو منجر به اتحادهای شمالی متعدد تحت رهبری جین شد. این اتحادها چو را تحت کنترل نگه داشتند و پادشاهی چو برای اولین‌بار در ۶۳۲ پ. م، یک شکست بزرگ در چنگپو را تجربه کرد. در طول سده ششم پیش از میلاد، جین و چو نبردهای متعددی بر سر فرادستی در دشت مرکزی انجام دادند. در سال ۵۹۷ پ. م، جین در نبرد بی توسط چو شکست خورد و باعث ناتوانی موقت جین در مقابله با گسترش چو شد. چو به‌طور راهبردی از ایالت ژنگ به عنوان نماینده خود در منطقه دشت مرکزی استفاده کرد و از طریق ارعاب و تهدید، چو ژنگ را مجبور کرد با خود متحد شود. از سوی دیگر، جین مجبور بود با اتحاد مکرر با لو، ویی و سونگ، نفوذ چو را متعادل کند. تنش بین چو و جین تا سال ۵۷۹ پ. م، که آتش‌بس بین دو ایالت امضا شد از بین نرفت.
در آغاز سده ششم پیش از میلاد، جین، ایالت وو را در نزدیکی دلتای یانگ‌تسه تقویت کرد تا به عنوان یک وزنه تعادل در برابر چو عمل کند. وو، چی را شکست داد و سپس در سال ۵۰۶ پ. م به چو حمله کرد. پس از نبرد بوجو، پایتخت چو در یینگ را اشغال کرد و پادشاه ژائو را مجبور کرد که به متحدانش در یون و «سوی» بگریزد. پادشاه ژائو سرانجام به یانگ بازگشت، اما پس از حمله دیگری از وو در سال ۵۰۴ پ. م، پایتخت را به‌طور موقت به قلمرو ایالت سابق رو منتقل کرد. چو شروع به تقویت یوئه در ژجیانگ امروزی کرد تا به عنوان متحد علیه وو خدمت کند. یوئه در ابتدا توسط پادشاه فوچای وو مطیع شد تا اینکه پادشاه آن‌ها گوجیان را آزاد کرد. گوجیان انتقام اسارت سابق خود را با درهم شکستن و ضمیمه کردن کامل وو گرفت.

### دوره ایالت‌های جنگ‌طلب
چو که از مشکلاتش با وو رها شد، در سال ۴۷۹ پ. م، چن را ضمیمه کرد و در سال ۴۴۷ پ. م، سای در شمال را تسخیر کرد. در پایان سده پنجم پیش از میلاد، دولت چو بسیار فاسد و ناکارآمد شده بود، به گونه‌ای که بخش زیادی از خزانه دولت عمدتاً برای پرداخت هزینه‌های همراهان سلطنتی استفاده می‌شد. بسیاری از مقامات وظیفه خاصی جز گرفتن پول نداشتند و ارتش چو در عین بزرگ بودن از کیفیت پایینی برخوردار بود.

در اواخر دهه ۳۹۰ پ. م، پادشاه دائو چو، وو چی را صدراعظم خود کرد. اصلاحات وو در سال ۳۸۹ پ. م، چو را تبدیل به یک ایالت کارآمد و قدرتمند کرد، زیرا او حقوق مقامات را کاهش داد و مقامات بی‌فایده را برکنار کرد. او همچنین قوانین ساختمانی را وضع کرد تا پایتخت یینگ را متمدنانه‌تر جلوه دهد. علیرغم عدم محبوبیت وو چی در میان طبقه حاکم چو، اصلاحات او پادشاه را تقویت کرد و دولت را تا اواخر سده چهارم پیش از میلاد بسیار قدرتمند کرد، در این زمان ژائو و چین در حال رشد بودند. ارتش قدرتمند چو بار دیگر موفق شد و ایالت‌های وی و یوئه را شکست داد. یوئه در سال ۳۳۴ یا ۳۳۳ پ. م، بین چو و چی تقسیم شد. با این حال، مقامات چو زمان را برای انتقام خود تلف نکردند و وو چی در مراسم خاکسپاری پادشاه دائو در سال ۳۸۱ پ. م ترور شد. پیش از خدمت وو در ایالت چو، وو در ایالت وی می‌زیست، در آنجا او قدرت نظامی سایر شش ایالت را در کتاب استاد وو تجزیه و تحلیل کرده بود. در مورد چو گفته است:
مردم چو نرم و سست هستند. زمین‌های آنها بسیار گسترده است ولی دولت نمی‌تواند به‌طور مؤثر این وسعت را اداره کند. سربازان آن‌ها درمانده هستند و اگرچه تشکیلات آنها منظم است، اما منابع لازم برای حفظ مواضع خود، برای مدت طولانی ندارند. برای شکست دادن آن‌ها، باید سریع، غیرمنتظره حمله کنیم و قبل از اینکه آنها بتوانند ضدحمله بزنند، به سرعت عقب‌نشینی کنیم. این باعث ایجاد ناراحتی در سربازان درمانده آن‌ها می‌شود و روحیه جنگندگی آنها را کاهش می‌دهد؛ بنابراین، با پشتکار، می‌توان ارتش آن‌ها را شکست داد.

—وو چی، ووزی

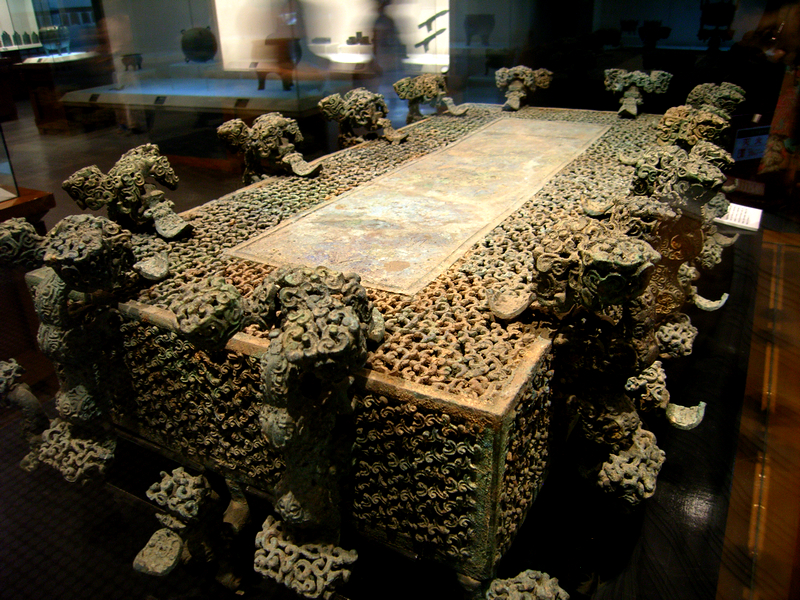
برنز از مقبره چو در شهرستان شیچوان.

در اواخر دوره ایالت‌های جنگ‌طلب، چو توسط چین در غرب بسیار تحت فشار قرار گرفت، به ویژه پس از اینکه چین اصلاحات قانونگرایانه شانگ یانگ را تصویب و حفظ کرد. در سال ۲۴۱ پ. م، پنج ایالت از هفت ایالت اصلی جنگ‌طلب (چو، ژائو، وی، یان و هان) اتحادی را برای مبارزه با قدرت در حال افزایش چین تشکیل دادند. پادشاه کائولیه چو به عنوان رهبر اتحاد و لرد چونشن به عنوان فرمانده نظامی برگزیده شد. به گفته مورخ یانگ کوآن، ژنرال ژائو، پانگ نوآن (庞煖) فرمانده واقعی نبرد بود. متحدین در گذرگاه راهبردی هانگو به چین حمله کردند اما شکست خوردند. پادشاه کائولیه، لرد چونشن را به خاطر این شکست نکوهید و اعتماد خود به او را از دست داد. پس از آن برای دور شدن از تهدید چین، چو پایتخت خود را به شوچون در شرق منتقل کرد.
با گسترش چین به سوی قلمرو چو، چو مجبور شد به سمت جنوب و شرق گسترش یابد و تأثیرات فرهنگی محلی را در طول مسیر جذب کند. پادشاه کائولیه لو را در سال ۲۲۳ پ. م فتح کرد. با این حال، در اواخر سده چهارم پیش از میلاد، موقعیت برجسته چو در نتیجه چندین تهاجم از ژائو و چین، رو به زوال رفت. چو در نهایت به‌طور کامل توسط چین از میان رفت.

### شکست
دودمان چین، ایالت چو را به‌طور کامل ریشه کن کرد.
طبق اسناد ایالت‌های جنگ‌طلب، مناظره بین استراتژیست دیپلمات، ژانگ یی و ژنرال چین، سیما کو به دو نتیجه در مورد اتحاد چین منجر شد. ژانگ یی به نفع فتح هان و گرفتن فرمان آسمان از پادشاه ناتوان ژو استدلال کرد. ولی سیما کو معتقد بود که مشکل اصلی، مشروعیت نیست، بلکه قدرت مخالفان چین است. او استدلال کرد که «فتح شو فتح چو است» و «به محض حذف چو، کشور یکپارچه خواهد شد».
اهمیت شو در حوضه سیچوآن، تولید عظیم کشاورزی آن و تسلط آن بر بخش بالایی رودخانه یانگ‌تسه بود که مستقیماً به قلب چو منتهی می‌شد. پادشاه هوی‌ون چین ترجیح داد از سیما کو حمایت کند. در سال ۳۱۶ پ. م، چین به شو و با، که نزدیک شو بود، حمله کرد و آن دو را فتح کرد و در دهه‌های بعد به سمت پایین رودخانه گسترش یافت. در سال ۲۷۸ پ. م، بای چی، ژنرال چین، سرانجام پایتخت چو در یینگ را فتح کرد. پس از سقوط یینگ، دولت چو به مناطق مختلف در شرق نقل مکان کرد تا اینکه در سال ۲۴۱ پ. م، در شوچون مستقر شد. پس از یک مبارزه عظیم دو ساله، بای چی نیروی اصلی ژائو متشکل از ۴۰۰۰۰۰ سرباز را به میدان کشاند؛ آن‌ها را محاصره کرد و در سال ۲۶۰ پ. م در چانگ‌پینگ آن‌ها را مجبور به تسلیم شدن کرد. ارتش چین اسیران خود را قتل‌عام کرد و آخرین مانع اصلی را برای تسلط چین بر ایالات چینی از بین برد.

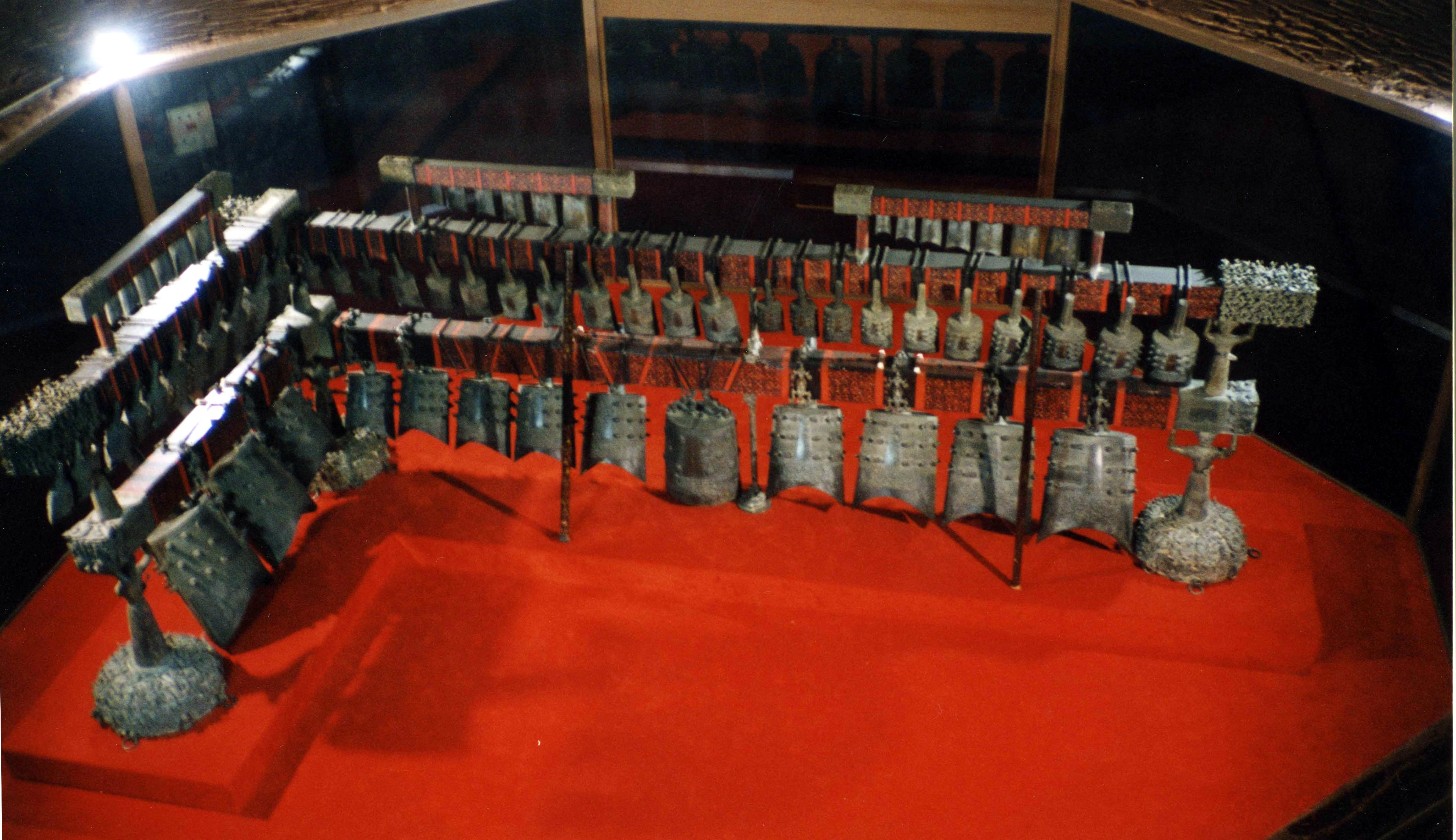
ناقوس‌های برنزی از آرامگاه مرزبان یی زنگ، متعلق به ۴۳۳ پ. م، ایالت چو.

تا سال ۲۲۵ پ. م، تنها چهار پادشاهی باقی مانده بود: چین، چو، یان و چی. چو به قدری بهبود یافته بود که مقاومت جدی کند. با وجود اندازه، منابع و نیروی انسانی، دولت فاسد چو مانع آن کار بود. در سال ۲۲۴ پ. م، یینگ ژنگ خواستار ملاقاتی با زیردستان خود شد تا در مورد برنامه‌هایش برای حمله به چو صحبت کنند. وانگ جیان گفت که نیروی حمله‌گر باید حداقل ۶۰۰۰۰۰ نیرو داشته باشد، در حالی که لی شین فکر می‌کرد که کمتر از ۲۰۰۰۰۰ مرد کافی است. یینگ ژنگ به لی شین و منگ وو دستور داد تا ارتش را علیه چو رهبری کنند.
ارتش چو به رهبری شیانگ یان به مدت سه روز و سه شب مخفیانه ارتش لی شین را تعقیب کرد و سپس حمله غافلگیرانه‌ای را آغاز و ارتش لی شین را نابود کرد. یینگ ژنگ پس از اطلاع از شکست لی، وانگ جیان را جایگزین لی کرد و وانگ را فرمانده ارتش ۶۰۰۰۰۰ نفری را که قبلاً درخواست کرده بود، قرار داد و منگ وو را به عنوان معاون زیر دست او قرار داد. وانگ جیان که نگران این بود که ممکن است مستبد چین از قدرتی که اکنون در اختیار دارد بترسد و دستور اعدام او را به بهان‌های صادر کند، دائماً برای اینکه در تماس باقی بماند و سوء ظن پادشاه را کاهش دهد، فرستادگانی را نزد پادشاه می‌فرستاد.
ارتش وانگ جیان از چن (陳؛ هواییانگ کنونی در هنان) عبور کرد و در پینگیو اردو زد. ارتش چو تحت رهبری شیانگ یان تمام توان خود را در برابر اردوگاه چین به کار بردند اما شکست خوردند. وانگ جیان به سربازان خود دستور داد تا از مواضع خود با قاطعیت دفاع کنند اما از پیشروی بیشتر در قلمرو چو خودداری کنند. شیانگ یان پس از ناکامی در فریب دادن ارتش شین به حمله، دستور عقب‌نشینی داد. وانگ جیان از این فرصت استفاده کرد و یک حمله سریع را آغاز کرد. نیروهای چین نیروهای چو را که در حال عقب‌نشینی بودند به سمت چینان (蕲南؛ شمال غربی چیچون در هوبئی امروزی) تعقیب کردند و شیانگ یان یا در این عملیات کشته شد یا به دنبال شکست خودکشی کرد.
سال بعد، در سال ۲۲۳ پ. م، چین لشکرکشی دیگری به راه انداخت و پایتخت چو شوچون را تصرف کرد. پادشاه فوچو اسیر شد و ایالت او ضمیمه شد. سال بعد، وانگ جیان و منگ وو، ارتش چین را علیه وویو در اطراف دهانه یانگ‌تسه رهبری کردند و نوادگان خانواده سلطنتی یوئه را اسیر کردند. این مناطق فتح شده به فرمانداری کوآیجی امپراتوری چین تبدیل شدند.
در اوج خود، چو و چین با هم بیش از یک میلیون سرباز را بسیج می‌کردند، که بیشتر از نبرد عظیم چانگپینگ بین چین و ژائو در ۳۵ سال قبل بود. نامه‌های شخصی کاوش شده دو سرباز معمولی چین، هی فو (黑夫) و جینگ (惊)، از یک لشکرکشی طولانی در هواییانگ به رهبری وانگ جیان خبر می‌دهد. هر دو سرباز نامه‌هایی نوشتند و خواستار تهیه لباس و پول از خانه شدند تا لشکرکشی طولانی را حفظ کنند.

### در دودمان‌های چین و هان
همان‌طور که در برگه‌های بامبو کاوش شده یکی از مدیران چین در هوبئی ثبت شده است؛ جمعیت چو در مناطقی که توسط چین فتح شده بود، آشکارا قوانین و حکومت سختگیرانه چین را نادیده می‌گرفتند. چو در آرزوی سرنگونی یوغ دردناک حکومت چین و برقراری مجدد یک ایالت جداگانه بود. این نگرش در یک بیان چینی در مورد خصومت پایان‌ناپذیر نشان داده شد: "اگرچه چو فقط سه طایفه دارد، چین مطمئناً توسط کسی جز چو نابود نمی‌شود" (楚雖三戶, 亡秦必楚).

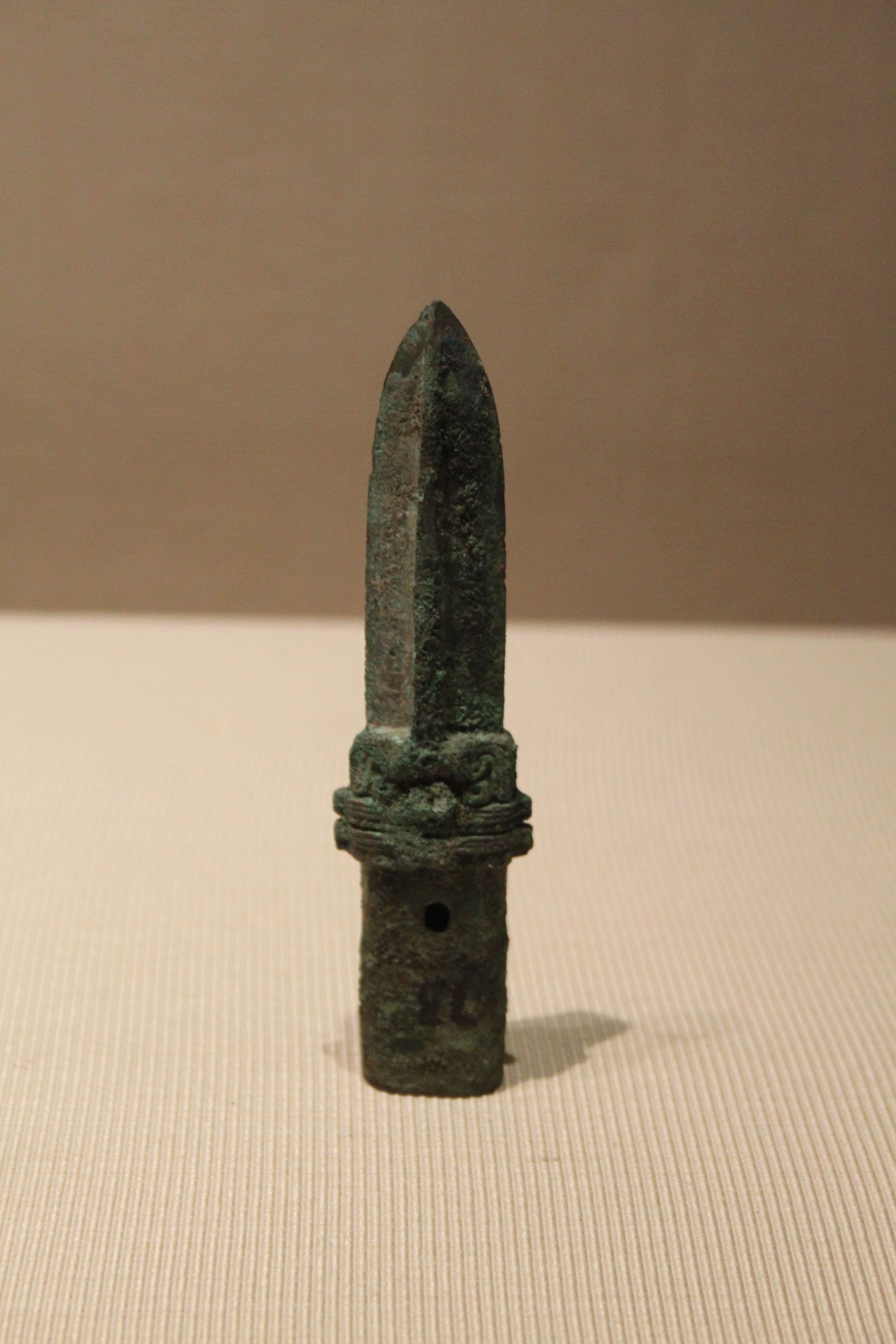
سرنیزه از ایالت چو.

پس از اینکه یینگ ژنگ خود را نخستین امپراتور (شی هوانگدی) نامید و مدت کوتاهی سلطنت کرد، مردم چو و خاندان حاکم سابق آن اولین شورش‌های خشونت‌آمیز را علیه دولت جدید چین سازماندهی کردند. آن‌ها به‌ویژه از بیگاری برای چین رنجیده بودند. اشعار عامیانه غم و اندوه خانواده‌های چو را که مردانشان در شمال سرد برای ساختن دیوار بزرگ چین کار می‌کردند، ثبت می‌کنند.
قیام دازه‌شیانگ در سال ۲۰۹ پ. م، به رهبری دهقانی از چو به نام چن شنگ، که خود را «پادشاه چو در حال ظهور» (ژانگچو) معرفی کرد، رخ داد. این قیام توسط ارتش چین سرکوب شد اما موج جدیدی از شورش‌های دیگر را الهام بخشید. یکی از رهبران، جینگ جو از چو، خود را پادشاه جدید چو معرفی کرد. جینگ جو توسط یکی دیگر از نیروهای شورشی تحت رهبری شیانگ لیانگ شکست خورد. شیانگ شیونگ شین، یکی از نوادگان خاندان سلطنتی سنتی چو را با نام سلطنتی پادشاه هوآی دوم بر تخت پادشاهی چو گماشت. در سال ۲۹۶ پ. م، پس از سقوط امپراتوری چین، شیانگ یو، برادرزاده شیانگ لیانگ، خود را «پادشاه فرادست چو باختری» نامید و پادشاه هوآی دوم را به «امپراتور یی» ارتقا داد. او پس از چندی یی را کشت. شیانگ یو سپس با لیو بانگ، یکی دیگر از شورشیان برجسته ضد چین، در یک مبارزه طولانی برای برتری بر سرزمین‌های امپراتوری چین سابق، درگیر شد که به نام ستیز چو و هان شناخته می‌شود. این درگیری با پیروزی لیو بانگ به پایان رسید: او دودمان هان را پایه‌گذاری کرد و بعدها با نام معبد گائوزو مفتخر شد، در حالی که شیانگ یو پس از شکست خودکشی کرد.
لیو بانگ بلافاصله مدیریت سنتی‌تر و کم‌تر مداخله‌جویانه‌تر از چین قبل از خود را به اجرا گذاشت، از طریق ازدواج با شیونگ‌نو صلح کرد، به متحدانش زمین‌های اربابی بزرگ پاداش داد و به مردم اجازه داد پس از سده‌ها جنگ، بیاسایند. قلمروهای مرکزی چو که مرکز آن در پنگ‌چنگ بود با عنوان پادشاهی چو، ابتدا به سردار هان شین و سپس به برادر لیو بانگ لیو جیائو اعطا شد. در زمان امپراتور وو هان، فرهنگ عامیانه و زیبایی‌شناسی جنوب با سنت کنفوسیوس تحت حمایت هان و حکومت مرکزی تحت تأثیر چین آمیخته شد تا فرهنگ «چینی» متمایز ایجاد شود.

## فرهنگ

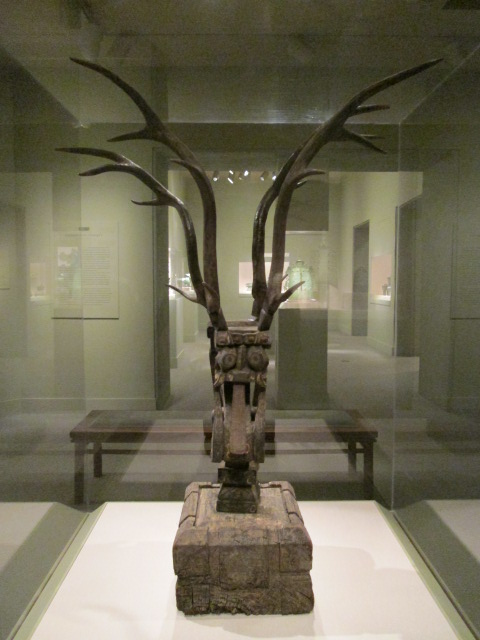
پاسدار آرامگاه

بر اساس یافته‌های باستان‌شناسی، فرهنگ چو در ابتدا کاملاً شبیه به سایر ایالت‌های ژو در حوضه رودخانه زرد بود. با این حال، پس از آن، چو عناصر بومی را که از سرزمین‌های بای‌یوئه که در جنوب و شرق تسخیر کرده بود، جذب کرد و فرهنگ ترکیبی را در مقایسه با دشت‌های شمالی به‌وجود آورد.
در دوره ژو باختری، تفاوت بین فرهنگ چو و ایالت‌های دشت مرکزی در شمال ناچیز بود. فقط در اواخر دوره بهار و پاییز فرهنگ چو شروع به واگرایی کرد و برخی از جنبه‌های قدیمی‌تر فرهنگ را حفظ می‌کند و پدیده‌های جدیدی را به‌وجود آورد. همچنین برخی از عناصر را از مناطق الحاق شده جذب کرد. فرهنگ چو از محلی به محل دیگر دارای گوناگونی درونی قابل‌توجهی بود. چو، مانند چین و یان، غالباً توسط مردم دشت مرکزی به عنوان مردمی بافرهنگ توصیف نمی‌شد. با این حال، این تصویر با توسعه پسین چو نسبت به دشت‌های مرکزی سرچشمه می‌گرفت، این کلیشه در گذشته توسط دانشمندان کنفوسیوس‌گرا در دودمان چین پرورش داده شد تا به‌طور غیرمستقیم از رژیم حاکم و بعدی یعنی دودمان هان به عنوان ابزاری برای مهار مخالفان ایدئولوژیک خود و اقدامات فرهنگی آن‌ها استفاده کنند. از آنجایی که بنیانگذار دودمان هان از این ایالت بود، فرهنگ چو بعدها، همراه با فرهنگ دودمان چین و سایر ایالت‌های پیشیم از دوره ایالت‌های جنگ‌طلب به پایه فرهنگ دودمان هان تبدیل شدند.

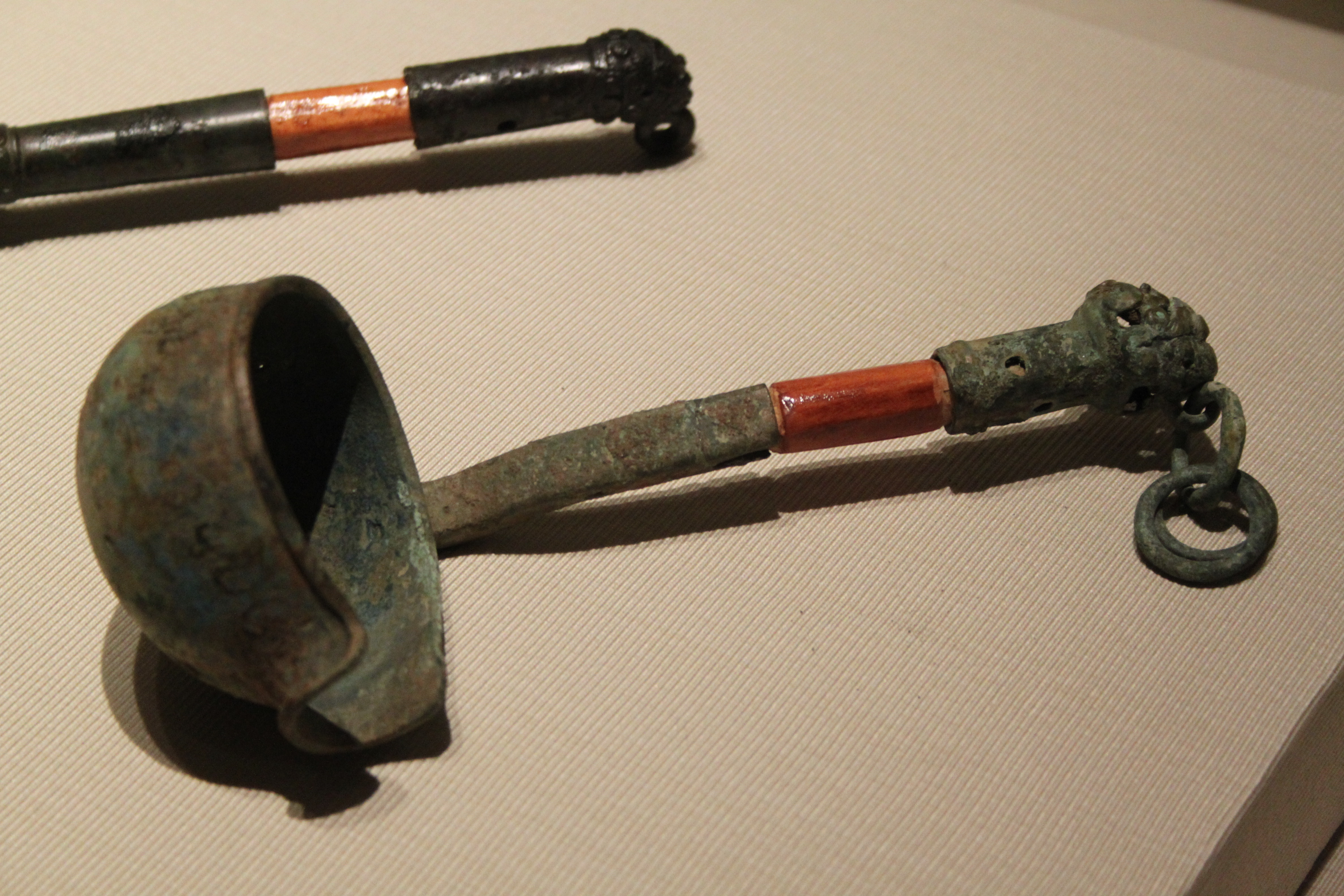
ملاقه برنز از ایالت چو

هدایای تدفین اولیه چو عمدتاً از ظروف برنزی به سبک ژو تشکیل شده بود. ظروف برنز ایالت چو نیز ویژگی‌های خاص خود را دارند. به عنوان مثال، جین (میز محراب) برنزی که از مقبره چو در شیچوان، استان هنان کشف شده است، شکل پیچیده‌ای دارد. مربوط به اواسط سده ششم پیش از میلاد، یکی از مصنوعات موم‌گمشده اولیه تأیید شده بود که در چین کشف شد. تدفین‌های پسین چو، به‌ویژه در دوره ایالت‌های جنگ‌طلب، شامل اشیاء تدفین متمایز، مانند ظروف لاکی رنگارنگ، آهن و ابریشم بود که با کاهش ظروف برنزی همراه بود.
نگارگری‌های رایج در چو، شامل به تصویر کشیدن زنده حیات وحش، حیوانات عرفانی، و تصاویر طبیعی، مانند مار، اژدها، ققنوس، ببر و ابرهای آزاد و موجودات مار مانند بود. برخی باستان‌شناسان حدس می‌زنند که چو ممکن است با دودمان قبلی شانگ پیوندهای فرهنگی داشته باشد، زیرا بسیاری از نقوش مورد استفاده چو مانند خدایان با دم مار قبلاً در مکان‌های شانگ ظاهر شده‌اند.
فرهنگ چو پسین به دلیل علاقه‌اش به شمن‌ها شناخته شده است. فرهنگ و دولت چو از تائوئیسم و شمنیسم بومی همراه با برخی از لغات کنفوسیوسی در آیین ژو حمایت می‌کرد. مردم چو در اساطیر چینی به خدای آتش ژو رونگ گرویده بودند. به همین دلیل آتش‌پرستی و رنگ‌آمیزی قرمز توسط مردم چو انجام می‌شد.
هنر طبیعی و روان، آوازهای چو، سوابق تاریخی، اسناد بامبو کاوش شده مانند لغزش‌های گودیان، و دیگر آثار هنری تأثیر شدید تائوئیستی و بومی مردمی را در فرهنگ چو نشان می‌دهند. گرایش به یک سبک زندگی معنوی، اغلب لذت بخش و منحط، و اعتماد به وسعت قلمرو چو منجر به ناکارآمدی و در نهایت نابودی ایالت چو توسط دولت قانون‌گرای بی رحم چین شد. حتی با وجود اینکه قلمرو چین فاقد منابع طبیعی و آبراه‌های عظیم چو بود، دولت چین در زمان وزیر کارآمد شانگ یانگ، تولید خود را به حداکثر رساند و یک نظام شایسته‌سالاری را که صرفاً بر قدرت کشاورزی و نظامی متمرکز بود، ایجاد کرد.
شواهد باستان‌شناسی نشان می‌دهد که موسیقی چو متفاوت از ژو بود. موسیقی چو همچنین تمایل به استفاده از گروه‌های اجرایی مختلف و همچنین سازهای منحصربه‌فرد را نشان داد. در چو، سه بر زیتر ترجیح داده می‌شد، در حالی که هر دو ساز به یک اندازه در ایالت‌های شمالی ژو استفاده می‌شدند.
چو به‌طور مکرر با دیگر مردمان جنوب، به ویژه با، یوئه و بای‌یوئه، در تماس بود. تدفین‌ها و اشیای تدفین متعددی به سبک‌های با و یوئه در سراسر قلمرو چو کشف شده‌اند که هم‌زمان با تدفین‌ها و اشیای تدفینی سبک چو وجود داشتند. برخی از سوابق باستان‌شناسی چو در ماوانگدویی ظاهر می‌شوند. پس از دودمان هان، برخی از اندیشمندان کنفوسیوس‌گرا، به فرهنگ چو با انزجار می‌نگریستند و از موسیقی «فحشا» و آیین‌های شمنیستی مرتبط با فرهنگ چو انتقاد می‌کردند.
صنایع دستی چو شامل رنگ، مخصوصاً کارهای چوبی لاکی است. لاک‌های قرمز و مشکی رنگدانه بیشترین استفاده را داشتند. ابریشم بافی نیز به سطح بالایی از مهارت دست یافت و لباس‌های سبک‌وزن با طرح‌های روان ایجاد کرد. این نمونه‌ها (مانند ماوانگدویی) در مقبره‌های غرقابی که لاک در آن‌ها به مرور زمان کنده نمی‌شد و در مقبره‌هایی که با زغال سنگ یا خاک رس سفید مهر و موم شده بودند، نگهداری می‌شد.
چو از خط خوشنویسی به نام سبک «پرندگان و کرم‌ها» استفاده می‌کرد که توسط ایالت‌های وو و یوئه وام گرفته شد. این سبک طرحی دارد که شخصیت‌ها را با نقوش حیوانات، مارها، پرندگان و حشرات تزئین می‌کند. این نمایش دیگری از جهان طبیعی و سرزندگی آن است. چو شمشیرهای برنزی پهنی تولید می‌کرد که شبیه شمشیرهای وویوئه بود ولی به آن پیچیدگی نبودند.
چو یک سیستم حمل و نقل رودخانه‌ای از قایق‌ها ایجاد کرد که توسط واگن‌ها تقویت شده بود. این جزئیات در فهرست‌های برنزی با منبت طلا در رابطه با تجارت در امتداد سیستم‌های رودخانه‌ای که با پایتخت چو در یینگ مرتبط می‌شوند، آمده است.

## تأثیرات زبانی
اگرچه کتیبه‌های برنزی از ایالت باستانی چو تفاوت‌های زبانی کمی را با «سخنرانی زیبا» (yǎyán 雅言) در دوره ژو خاوری نشان می‌دهد، تنوع زبان چینی باستان که در چو صحبت می‌شود مدت‌هاست که منعکس‌کننده وام‌گیری‌های واژگانی است. تداخل نحوی از بسترهای غیرسینیتی، که احتمالاً چو در نتیجه مهاجرت به جنوب به منطقه‌ای که تیان جیژو معتقد بود منطقه کرا-دای یا (پارا) همونگ-مین در جنوب چین است، به دست آورده است. متون کاوش‌شده اخیر، که با کلمات گویش ثبت‌شده در فانگیان تأیید شده‌اند، تأثیرات زیرلایه‌ای را بیشتر نشان می‌دهند، اما فرضیه‌های رقابتی دربارهٔ وابستگی تبارشناسی آنها وجود دارد.

## دیوان‌سالاری
موآئو (莫敖) و لینگین (令尹) مقامات ارشد دولتی چو بودند. سیما فرمانده نظامی ارتش چو بود. لینگین، موآئو و سیما، سان گونگ (三公) چو بودند. در دوره بهار و پاییز، زویین(左尹) و یویین(右尹) به عنوان معاونان لینگین اضافه شدند. به همین ترتیب، زووسیما (左司馬) و یوسیما (右司馬)، به سیما (司馬) کمک کردند. موقعیت موآئو به تدریج کاهش یافت در حالی که لینگین و سیما عناوین قدرتمندتری در دربار چو شدند.
وزرایی که وظایفشان بر اساس عنوانشان متفاوت است، یین (尹) نامیده می‌شدند. به عنوان مثال: لینگ‌یین (نخست‌وزیر)، گونگ‌یین (وزیر کار) و ژن‌یین همه با پسوند «یین» بودند. شن‌یین (沈尹) وزیر وظایف مذهبی یا کاهن اعظم چو بود، مطالب متعدد در زو ژوان نقش آن‌ها را به عنوان پیشگو نشان می‌داد. سایر یین‌هایی که در تاریخ ثبت شده است عبارتند از: یویین، لیان‌یین، جیائویین، گونگجی‌یین، لین‌گین، هوانلی‌ژی‌یین (فرمانده نگهبانان کاخ) و یوئه‌این (وزیر موسیقی). در شهرستان‌ها و فرماندهی‌ها، گونگ (公)، همچنین به عنوان شیان‌یین (وزیر شهرستان) به عنوان مدیر ارشد شناخته می‌شد.
در بسیاری از موارد، مناصب در دیوانی چو به‌طور موروثی توسط اعضای یک شاخه دیگر از خاندان سلطنتی می چو بودند. موآئو، یکی از سه صدراعظم چو، منحصراً از قبیله چو (屈) انتخاب می‌شد. در طول اوایل دوره بهار و پاییز و قبل از شورش روآئو، لینگ‌یین موقعیتی بود که روآئوها، یعنی دو (鬭) و چنگ (成) در اختیار داشتند.

## جغرافیا
گفته می‌شود که اصالت اجداد چو مانند نایب‌فرمانروا شیونگ یی از کوهستان جینگ در هوبئی امروزی است. فرمانروایان چو به‌طور سیستماتیک ایالت‌هایی را که چو ضمیمه کرده بود را برای تحت نظر گرفتن بهترشان به کوهستان جینگ می‌کوچاندند. در شرق کوهستان جینگ، کوهستان تو (塗) و در قسمت شمال شرقی چو کوهستان دابی قرار دارند؛ این رودخانه هوآی و رودخانه یانگ‌تسه را جدا می‌کند. اولین پایتخت چو، دانیانگ (丹陽) در ژیجیانگ امروزی استان هوبئی قرار داشت. یینگ (郢)، یکی از پایتخت‌های بعدی چو، با نام امروزی خود جینگژو شناخته می‌شود. در مرز شمالی چو، کوه فانگ‌چنگ قرار داشت. از نظر راهبردی، فانگ‌چنگ یک سد دفاعی ایده‌آل در برابر ایالت‌های دشت مرکزی بود. به دلیل ارزش راهبردی آن، قلعه‌های متعددی در کوه فانگ‌چنگ ساخته شد.
یونمنگ زه در دشت جیانگهان یک دریاچه آب شیرین عظیم بود که از نظر تاریخی در قلمرو چو قرار داشت، رودخانه یانزی از آن عبور می‌کرد، یونمنگ شمالی منگ (夢) نام داشت، یونمنگ جنوبی به نام یون (雲) شناخته می‌شد. این دریاچه بخش‌هایی از ژیجیانگ، جیانلی، شیشوا، ماچنگ، هوانگانگ و آنلو امروزی را پوشش می‌دهد.
گذرگاه شائوکسی یک پاسگاه مهم در مرز کوهستانی غربی چو بود. این شهر در شهر وگوان امروزی در شهرستان دانفنگ، شاآنشی واقع شده بود. هر نیرویی که از غرب، عمدتاً از چین، به قلمرو چو حرکت می‌کرد، باید از شائوکسی عبور می‌کرد.

## فهرست ایالت‌هایی که در نهایت بخشی از چو شدند
| نام ایالت     | سال ضمیمه شدن (پیش از میلاد |
| ------------- | --------------------------- |
| ایالت ای      | ۸۶۳                         |
| ایالت چوآن    | ۷۰۴                         |
| ایالت لوو     | ۶۹۰                         |
| ایالت شن      | ۶۸۸–۶۸۰                     |
| ایالت شی      | ۶۸۴–۶۸۰                     |
| ایالت دنگ     | ۶۷۸                         |
| ایالت هوآنگ   | ۶۴۸                         |
| ایالت دائو    | پس از ۶۴۳                   |
| ایالت جیانگ   | ۶۲۳                         |
| ایالت لیائو   | ۶۲۲                         |
| ایالت لُو (六) | ۶۲۲                         |
| ایالت رو      | پس از ۶۲۲                   |
| ایالت یونگ    | ۶۱۱                         |
| ایالت شولیائو | ۶۰۱                         |
| ایالت ژونگلی  | سده شش                      |
| ایالت سوی     | پس از ۵۰۶                   |
| ایالت شویونگ  | ۵۷۴                         |
| ایالت لای     | ۵۳۸                         |
| ایالت ژو      | ۵۱۲                         |
| ایالت چن      | ۴۷۹                         |
| ایالت سای     | ۴۴۷                         |
| ایالت چی      | ۴۴۵                         |
| ایالت جو      | ۴۳۱                         |
| ایالت پی      | پس از ۴۱۸                   |
| ایالت زو      | حدود ۳۴۸                    |
| ایالت یوئه    | ۳۴۴                         |
| ایالت لو      | ۲۴۹                         |

## فرمانروایان
| نام فرمانروا        | نام فرمانروا    | حکومت (پیش از میلاد) |
| فارسی               | چینی            | حکومت (پیش از میلاد) |
| حکمرانان آغازین     | حکمرانان آغازین | حکمرانان آغازین      |
| ------------------- | --------------- | -------------------- |
| جیلیان              | 季連            |                      |
| یینگبو یا فوجو      | 𦀚伯 یا 附沮    |                      |
| یوشیونگ             | 鬻熊            | سده ۱۱ پیش از میلاد  |
| شیونگ لی            | 熊麗            | سده ۱۱ پیش از میلاد  |
| شیونگ کوآنگ         | 熊狂            | سده ۱۱ پیش از میلاد  |
| نایب‌فرمانروایان     |                 |                      |
| شیونگ یی            | 熊繹            | سده ۱۱ پیش از میلاد  |
| شیونگ آی            | 熊艾            | حدود ۹۷۷             |
| شیونگ دان           | 熊䵣            | حدود ۹۴۱             |
| شیونگ شنگ           | 熊勝            |                      |
| شیونگ یانگ          | 熊楊            |                      |
| شیونگ چو            | 熊渠            |                      |
| شیونگ کانگ          | 熊康            |                      |
| شیونگ ژی            | 熊摯            |                      |
| شیونگ یان           | 熊延            | ؟ - ۸۴۸              |
| شیونگ یونگ          | 熊勇            | ۸۴۷–۸۳۸              |
| شیونگ یان           | 熊嚴            | ۸۳۷–۸۲۸              |
| شیونگ شوآنگ         | 熊霜            | ۸۲۷–۸۲۲              |
| شیونگ شون           | 熊徇            | ۸۲۱–۸۰۰              |
| شیونگ ای            | 熊咢            | ۷۹۹–۷۹۱              |
| رو آئو              | 若敖            | ۷۹۰–۷۶۴              |
| شیائو آئو           | 霄敖            | ۷۶۳–۷۵۸              |
| فنمائو              | 蚡冒            | ۷۵۷–۷۴۱              |
| پادشاهان            |                 |                      |
| پادشاه وو چو        | 楚武王          | ۷۴۰–۶۹۰              |
| پادشاه ون چو        | 楚文王          | ۶۸۹–۶۷۷              |
| دو آئو              | 堵敖            | ۶۷۶–۶۷۲              |
| پادشاه چنگ چو       | 楚成王          | ۶۷۱–۶۲۶              |
| پادشاه مو چو        | 楚穆王          | ۶۲۵–۶۱۴              |
| پادشاه ژوآنگ چو     | 楚莊王          | ۶۱۳–۵۹۱              |
| پادشاه گونگ چو      | 楚共王          | ۵۹۰–۵۶۰              |
| پادشاه کانگ چو      | 楚康王          | ۵۹۹–۵۴۵              |
| جیا آئو             | 郟敖            | ۵۴۴–۵۴۱              |
| پادشاه لینگ چو      | 楚靈王          | ۵۴۰–۵۲۹              |
| زی آئو              | 訾敖            | ۵۲۹                  |
| پادشاه پینگ چو      | 楚平王          | ۵۲۸–۵۱۶              |
| پادشاه ژائو چو      | 楚昭王          | ۵۱۵–۴۸۹              |
| پادشاه هوی چو       | 楚惠王          | ۴۸۸–۴۳۲              |
| پادشاه جیان چو      | 楚簡王          | ۴۳۱–۴۰۸              |
| پادشاه شنگ چو       | 楚聲王          | ۴۰۷–۴۰۲              |
| پادشاه دائو چو      | 楚悼王          | ۴۰۱–۳۸۱              |
| پادشاه سو چو        | 楚肅王          | ۳۸۰–۳۷۰              |
| پادشاه شوآن چو      | 楚宣王          | ۳۶۹–۳۴۰              |
| پادشاه وی چو        | 楚威王          | ۳۳۹–۳۲۹              |
| پادشاه هوآی چو      | 楚懷王          | ۳۲۸–۲۹۹              |
| پادشاه چینگشیانگ چو | 楚頃襄王        | ۲۹۸–۲۶۳              |
| پادشاه کائولیه چو   | 楚考烈王        | ۲۶۲–۲۳۸              |
| پادشاه یو چو        | 楚幽王          | ۲۳۷–۲۲۸              |
| پادشاه آی چو        | 楚哀王          | ۲۲۸                  |
| فوچو                | 楚王負芻        | ۲۲۷–۲۲۳              |
| لرد چانگپینگ        | 昌平君          | ۲۲۳                  |

## سایر افراد مشهور
- چن شنگ (陳勝)؛ پادشاه یین چو (楚隱王) از ۲۱۰ تا ۲۰۹ پ. م
- جینگ جو (景駒)؛ پادشاه جیا چو (楚假王) (جیا به معنای تقلبی) از ۲۰۹ تا ۲۰۸ پ. م
- شیونگ شین (熊心)؛ امپراتور یی چو (楚義帝) (در ابتدا پادشاه هوی دوم چو 楚後懷王) از ۲۰۸ تا ۲۰۶ پ. م
- شیانگ یو (項羽)؛ پادشاه فرادست چو باختری (西楚霸王) از ۲۰۶ تا ۲۰۲ پ. م
- شیانگ لیانگ (項梁)؛ فرمانده شورشیان چو علیه چین و عموی شیانگ یو
- لیو بانگ (劉邦)؛ بنیانگذار دودمان هان
- چو یوآن (屈原)؛ شاعری که خودکشی کرد
- لرد چونشن (春申君)؛ یکی از چهار لرد دوره ایالت‌های جنگ‌طلب